# Новотимофіївське
Новотимофі́ївське — село в Україні, у Павлоградському районі Дніпропетровської області. Входить до складу Юр'ївської селищної громади. Населення за переписом 2001 року становить 92 особи.

## Географія
Село Новотимофіївське примикає до села Новоіванівське, на відстані 1 км розташоване село Пшеничне. По селу протікає пересихаючий струмок з загатою. Через село проходить автомобільна дорога Т 0412.

## Історія
До 2020 орган місцевого самоврядування - Новоіванівська сільська рада.
12 червня 2020 року, відповідно до розпорядження Кабінету Міністрів України № 709-р «Про визначення адміністративних центрів та затвердження територій територіальних громад Дніпропетровської області», увійшло до складу Юр'ївської селищної громади.
19 липня 2020 року, в результаті адміністративно-територіальної реформи та ліквідації Юр'ївського району, село увійшло до складу Павлоградського району.

## Інтернет-посилання
- Погода в селі Новотимофіївське